# Gemeinde Lipjan
Die Gemeinde Lipjan (albanisch Komuna e Lipjanit, serbisch Општина Липљан Opština Lipljan) ist eine Gemeinde im Kosovo. Sie liegt im Bezirk Pristina. Verwaltungssitz ist die Stadt Lipjan.

## Geographie
Die Gemeinde Lipjan befindet sich im Zentrum des Kosovo. Im Süden grenzt sie an Shtime und Ferizaj, im Osten an Gjilan und Novo Brdo, im Norden an Pristina, Gračanica und Fushë Kosova sowie im Westen an Drenas, Malisheva und Suhareka. Insgesamt befinden sich 70 Dörfer in der Gemeinde, ihre Fläche beträgt 422 km². Zusammen mit den Gemeinden Pristina, Podujeva, Drenas, Obiliq, Fushë Kosova, Gračanica und Novo Brdo bildet sie den Bezirk Pristina.

## Bevölkerung
Die aktuellste amtliche Schätzung von 2021 beziffert die Einwohnerzahl der Gemeinde auf 57.928.
Die Volkszählung aus dem Jahr 2011 ergab für die Gemeinde Lipjan eine Einwohnerzahl von 57.605, hiervon waren 54.467 (94,55 %) Albaner, 2158 (3,75 %) Roma, Aschkali oder Balkan-Ägypter, 513 Serben, 128 Türken, 42 Bosniaken und 6 Goranen.
56.384 deklarierten sich als Muslime, 572 als Katholiken, 520 als Orthodoxe, 68 gaben keine Antwort und 6 waren ohne Konfession.
| Zensus    | 1948   | 1953   | 1961   | 1971   | 1981   | 1991   | 2011   | 2021   |
| --------- | ------ | ------ | ------ | ------ | ------ | ------ | ------ | ------ |
| Einwohner | 24.916 | 27.891 | 33.119 | 42.553 | 52.538 | 64.077 | 57.605 | 57.928 |

| Ethnie    | Albaner | Serben | Türken | Bosniaken | Roma | Aschkali | Goranen | Balkan-Ägypter | Andere | Unbekannt | Antwort verweigert |
| --------- | ------- | ------ | ------ | --------- | ---- | -------- | ------- | -------------- | ------ | --------- | ------------------ |
| Einwohner | 54.467  | 513    | 128    | 42        | 342  | 1.812    | 6       | 4              | 260    | 27        | 4                  |

| Religion  | Muslime | Orthodoxe | Katholiken | Konfessionslose | Andere | Unbekannt | Antwort verweigert |
| --------- | ------- | --------- | ---------- | --------------- | ------ | --------- | ------------------ |
| Einwohner | 56.384  | 520       | 572        | 6               | 7      | 48        | 68                 |

## Orte
| Albanisch            | Serbisch        | Einwohnerzahl (Volkszählung 2011) |
| -------------------- | --------------- | --------------------------------- |
| Akllap               | Oklap           | 699                               |
| Babush i Muhaxherëve | Muhadžer Babuš  | 1206                              |
| Baica                | Banjica         | 1043                              |
| Banulla              | Bandulić        | 1694                              |
| Breg i Zi            | Crni Breg       | 403                               |
| Brus                 | Brus            | 328                               |
| Bujan                | Bujance         | 638                               |
| Bukovica             | Bukovica        | 12                                |
| Çellapek             | Čelopek         | 286                               |
| Divlaka              | Divljaka        | 68                                |
| Dobraja e Madhe      | Velika Dobranja | 2224                              |
| Dobraja e Vogël      | Mala Dobranja   | 215                               |
| Gadime e Epërme      | Gornje Gadimlje | 2641                              |
| Gadime e Ulët        | Donje Gadimlje  | 3337                              |
| Gllanica             | Glanica         | 83                                |
| Gllavica             | Glavica         | 248                               |
| Gllogoci             | Glogovce        | 1440                              |
| Gracka e Vjetër      | Staro Gracko    | 383                               |
| Gracka e Vogël       | Malo Gracko     | 407                               |
| Gumnasella           | Guvno Selo      | 1224                              |
| Hallaç i Madh        | Veliki Alaš     | 418                               |
| Hallaç i Vogël       | Mali Alaš       | 664                               |
| Hanroc               | Androvac        | 51                                |
| Janjeva              | Janjevo         | 2137                              |
| Kleçka               | Klečka          | 228                               |
| Kojska               | Konjsko         | 365                               |
| Konjuh               | Konjuh          | 628                               |
| Kraishta             | Krajište        | 1375                              |
| Krojmir              | Krajmirovce     | 1568                              |
| Leletiq              | Laletić         | 350                               |
| Lipjan               | Lipljan         | 6870                              |
| Lipovica             | Lipovica        | 0                                 |
| Lluga                | Lug             | 327                               |
| Llugaxhia            | Lugadžija       | 1157                              |
| Magura               | Magura          | 1670                              |
| Marec                | Marevce         | 271                               |
| Medvec               | Medvece         | 1178                              |
| Mirena               | Mirena          | 519                               |
| Okosnica             | Okosnica        | 2                                 |
| Plitkoviq            | Plitković       | 56                                |
| Poturoc              | Poturovce       | 720                               |
| Qylaga               | Čučuljaga       | 957                               |
| Resinoc              | Rusinovce       | 703                               |
| Ribar i Madh         | Veliko Ribare   | 2200                              |
| Ribar i Vogël        | Malo Ribare     | 542                               |
| Ruboc                | Rabovce         | 723                               |
| Rufc i Ri            | Novo Rujce      | 507                               |
| Rufc i Vjetër        | Staro Rujce     | 1023                              |
| Shala                | Sedlare         | 2517                              |
| Shisharka            | Šišarka         | 0                                 |
| Sllovia              | Slovinje        | 3428                              |
| Smallusha            | Smoluša         | 1276                              |
| Teqe                 | Teća            | 199                               |
| Tërbuc               | Trbovce         | 30                                |
| Topliçan             | Topličane       | 1868                              |
| Torina               | Torina          | 588                               |
| Varigoc              | Varigovce       | 252                               |
| Vërshec              | Vrševce         | 896                               |
| Vrella               | Vrelo           | 157                               |
| Vrella e Goleshit    | Goleško Vrelo   | 336                               |
| Vogaçica             | Vogačica        | 0                                 |
| Zllakuqan            | Zlokućane       | 270                               |